# Allegheny Technologies
Allegheny Technologies (ATI) ist ein amerikanisches Unternehmen mit Sitz in Pittsburgh, Pennsylvania. ATI ist im Aktienindex S&P 500 gelistet und beschäftigte im Jahr 2019 rund 9.800 Mitarbeiter.
ATI produziert verschiedene Sondermetalle und Legierungen daraus. Hierzu gehören:
- Rostfreier Stahl, Elektroblech
- Nickelbasislegierungen
- Titan-Legierungen
- Zirconium, Hafnium und Niob

## Firmengeschichte
Eine der ursprünglichen Firmen war Allegheny Steel Corporation aus Brackenridge (Pennsylvania) mit der Marke Allegheny Metal. Sie lieferte beispielsweise den Edelstahl für die Metallfassade des Chrysler Buildings, das bei der Fertigstellung zweithöchste Gebäude der Welt. Im Jahr 1931 entstand das erste Auto mit einer kompletten Edelstahlkarosserie in Kooperation mit der Chemical Foundation Inc. und der Ford Motor Company. Es wurden drei Autos des Modells 1931 Ford Standard Tudor Sedan (Model A Zweitürer Limousine) gebaut.
Einige Chromteile des Model A wurden bereits in den Modelljahren 1930 bis 1931 durch Anbauteile aus Edelstahlblech ersetzt.
Wenige Jahre später wurden für Promotion- und Anschauungszwecke sechs 1936 Ford Tudor Deluxe Sedan (Model 68 mit V8-Motor, Zweitürer Limousine) mit Edelstahlkarosserie hergestellt. Der Legende nach wurden bei der Produktion Pressformen beschädigt. Vorsorglich wurden die Edelstahlteile zuletzt gepresst, nachdem das letzte Auto des Modells vom Band gelaufen war, wie auch schon bei 1931er. Als die Promotion-Fahrzeuge 1946 aus dem Dienst genommen und verkauft wurden, war jedes etwa 200.000 Meilen (321.869 km) gefahren.
Im Jahr 1938 fusionierte Allegheny Steel mit der Ludlum Steel Company aus Watervliet (New York) zur Allegheny Ludlum Steel Corporation (ALSC).
ATI entstand durch die Fusion der Allegheny Ludlum Corporation und Teledyne am 15. August 1996. Unternehmensteile aus Nicht-Kernbereichen wurden als unabhängige Unternehmen ausgegliedert, wie beispielsweise Teledyne Technologies und Water Pik im Jahr 1999.
2006 erwarb ATI das Unternehmen Garryson Limited vom Elliott Industries.
2014 erwarb ATI Dynamic Flowform, ein Unternehmen spezialisiert auf Zylinderdrückwalzen aus Billerica.
Der Bereich Wolfram-Legierungen wurde 2013 an Kennametal verkauft.

## Standorte
ATI hat seinen Hauptstandort in Pittsburgh am Six PPG Place und Werke im westlichen Pennsylvania. Zudem bestehen Werke in Illinois, Indiana, Ohio, Kentucky, Oregon, Alabama, Connecticut, Massachusetts. Außerhalb der USA bestehen Werke in Shanghai, China, in Sheffield, UK, Remscheid GER und in Stalowa Wola, Polen.